# Robert Kratz
Robert Kratz (* 10. Mai 1898 im Kreis Eisenach; † 27. September 1978 in Weimar) war ein deutscher Gehörlosenaktivist. 

## Biografie
Robert Kratz war 1927 an der Gründung des Reichsverbands der Gehörlosen Deutschlands (ReGeDe) beteiligt, 1957 gründete er den Allgemeinen Deutschen Gehörlosenverband (ADGV).
Robert Kratz wurde in einer Landarbeiterfamilie geboren. Im Alter von neun Jahren verlor er durch Krankheit das Gehör und kam deshalb in die Taubstummenanstalt Weimar.